# Det Glemte Riket (raccolta)
Det Glemte Riket è una compilation della band black metal Ancient, pubblicato nell'aprile 1999 dalla Hammerheart Records. Nella versione LP non è presente l'ottava traccia Algol.

## Tracce
1. Trolltaar - 06.18
2. Nattens Skjønnhet - 08.16
3. Eerily Howling Winds - 03.50
4. Det Glemte Riket - 06.54
5. Huldra Dans - 05.55
6. Paa Evig Vandring - 07.56
7. Fjellets Hemmelighet - 05.48
8. Algol - 04.25
9. Sweet Leaf (Black Sabbath cover) - 05.13